# 沢樹舞
沢樹舞（さわき まい、1969年8月29日 - ）は、日本のワインアドバイザー、エッセイスト、ラジオパーソナリティ。元ファッションモデル。血液型B型。富山県魚津市出身。

## 来歴
- 1989年 - モデルデビュー。
- 1998年 - 日本ソムリエ協会公認ワインアドバイザー。
- 2000年 - 『ミキータのひとびと』出版、モデル引退。

## 現在の活動

### 連載
- 『ワイン王国』 デイリーワイン×究極のお取寄せ 季節の極上マリアージュ!（ワイン王国）
- 『婦人画報』 沢樹舞さんが着こなす大人のリアルクローズ（アシェット婦人画報社）2007年1月～
- 『Lapita』 沢樹舞の銘醸「ひと口惚れ」ワイン（小学館）
- 『Takt』 沢樹舞のスウィート・エッセイ（シー・エー・ピー）
- 北日本新聞朝刊 元気が出る人生コーナー（北日本新聞社）

### TV
- 富山テレビ放送・長野放送 沢樹舞のおいしい時間（2010年10月-12月・2011年4月-）

### ラジオ
- K-MIX 沢樹舞の幸せレシピ（2007年10月～）

### CM
- ジュートピア富山
- 日本海ガス
- メルセデス・ベンツ ナレーション
- フォンテーヌ　ナレーション
- ナチュラル工房

## 過去の活動

### 著書
- ミキータのひとびと（マガジンハウス、2000年）
- 3センチのコンプレックス・壊れそうな自分（講談社、2001年）

### ラジオ
- FMとやま 沢樹舞 MOVE ON（1996年～2003年）
- FMとやま TOKYOア・ラ・モード（2003年～2005年）
- KNB 沢樹舞・万能生活（2003年4月～2014年3月）